# كلارك فرازير
كلارك فرازير (بالإنجليزية: Clarke Fraser)‏ هو عالم وراثة كندي، ولد في 29 مارس 1920 في نورويتش في الولايات المتحدة، وتوفي في 17 ديسمبر 2014.